# R + B = Ruth Brown
R + B = Ruth Brown ist ein Rhythm-and-Blues-Album, das die US-amerikanische Sängerin Ruth Brown im Januar und Februar 1997 für Bullseye Blues, ein Sublabel von Rounder Records, aufgenommen hat.

## Allgemeines
Brown stand an der Spitze des Musikgeschäfts, seit sie 1944 einen Talentewettbewerb im berühmten New Yorker Apollo Theater gewonnen hat. Der Produzent Scott Billington führt Ruth Brown zurück zu ihren Wurzeln, begleitet von einer hervorragenden New Orleans Band. Das Album widmete sie ihrem Vater, von dem sie ihre Stimme hatte, und ihrer Mutter, von der sie ihren Willen und ihre Stärke erhalten hat. Als sie die Bänder der Aufnahmen hörte, weinte Ruth Brown und meinte, dass sie nicht gewusst hätte, dass sie es noch drauf habe.